# Bryobia burkei
Bryobia burkei är en spindeldjursart som beskrevs av Meyer 1987. Bryobia burkei ingår i släktet Bryobia och familjen Tetranychidae. Inga underarter finns listade.